# Narodowy zabytek kultury Republiki Czeskiej

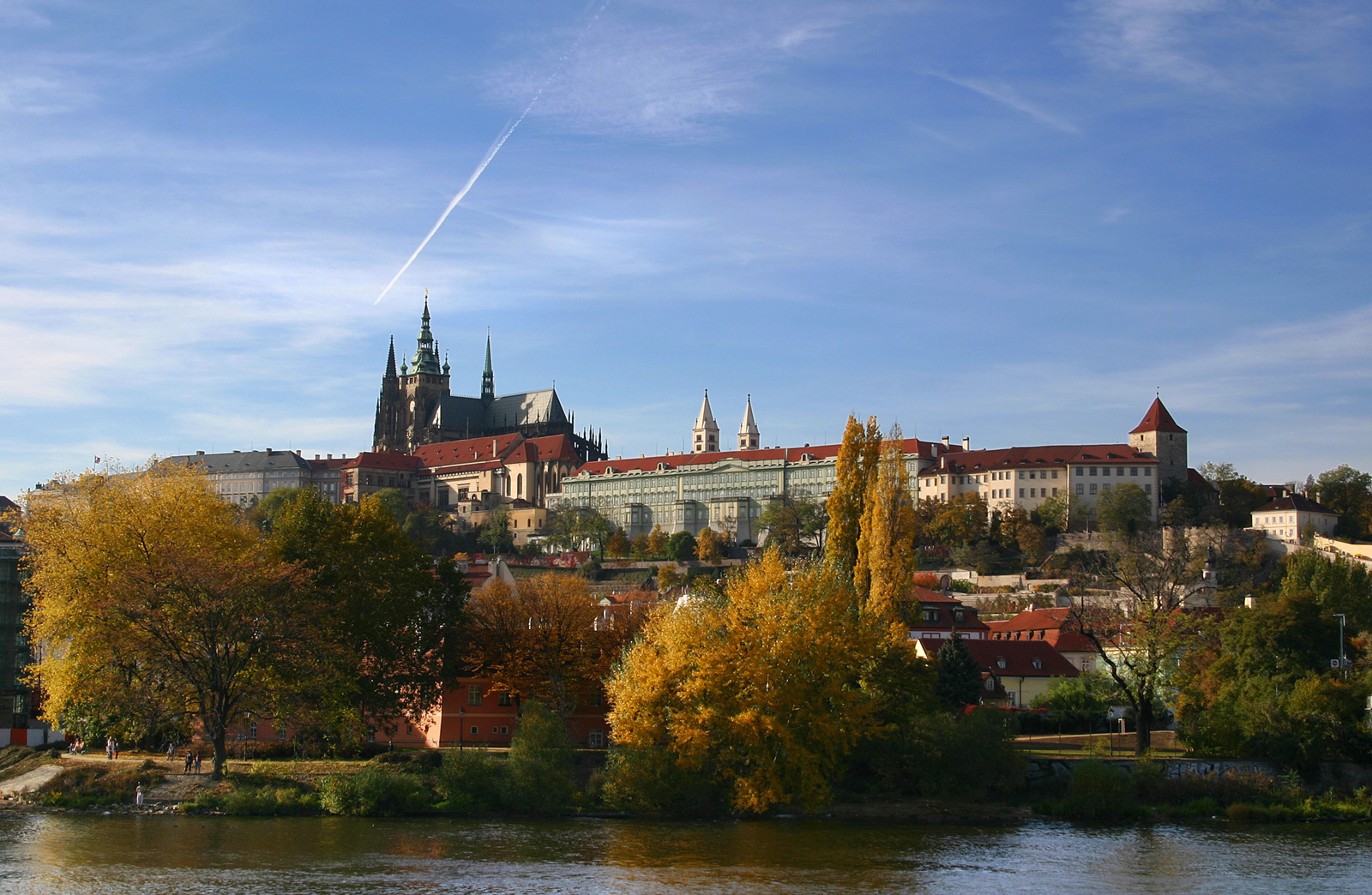
Zamek Praski

Narodowy zabytek kultury Republiki Czeskiej (cz. Národní kulturní památka České republiky) – zabytek zarejestrowany przez rząd Republiki Czeskiej. Na liście widnieją numery rosnąco począwszy od 101 (zamek na Hradczanach). Na stan z 2022 roku lista obejmuje obecnie 485 pozycji.